# Guaiqueríes de Margarita BBC
El Guaiqueríes de Margarita BBC és un club veneçolà de basquetbol de la ciutat de La Asunción. La seva seu és ubicada a la ciutat de Porlamar.

## Palmarès
- Lliga veneçolana de bàsquet: 
  - 1977, 1978, 1979, 1980, 1981, 1982, 1997, 2007